# Stiftung Wasserkunst Elbinsel Kaltehofe
Die Stiftung Wasserkunst Elbinsel Kaltehofe ist eine Stiftung, die sich dem Erhalt des ehemaligen Wasserwerks auf der Elbinsel Kaltehofe in Hamburg-Rothenburgsort verpflichtet hat. Zu ihrem Programm zählt sie zudem die Förderung des Naturschutzes, der Landschaftspflege, des Umweltschutzes sowie die Förderung von Kunst und Kultur. Teil der Stiftung sind eine Filtrationsanlage von Ende des 19. Jahrhunderts als Industriedenkmal und ein Naturpark mit einem Naturlehrpfad. In der Vergangenheit betrieb die Stiftung ein Museum. Das Projekt wurde von dem Hamburger Architektenbüro Studio Andreas Heller Architects & Designers umgesetzt.

## Museum

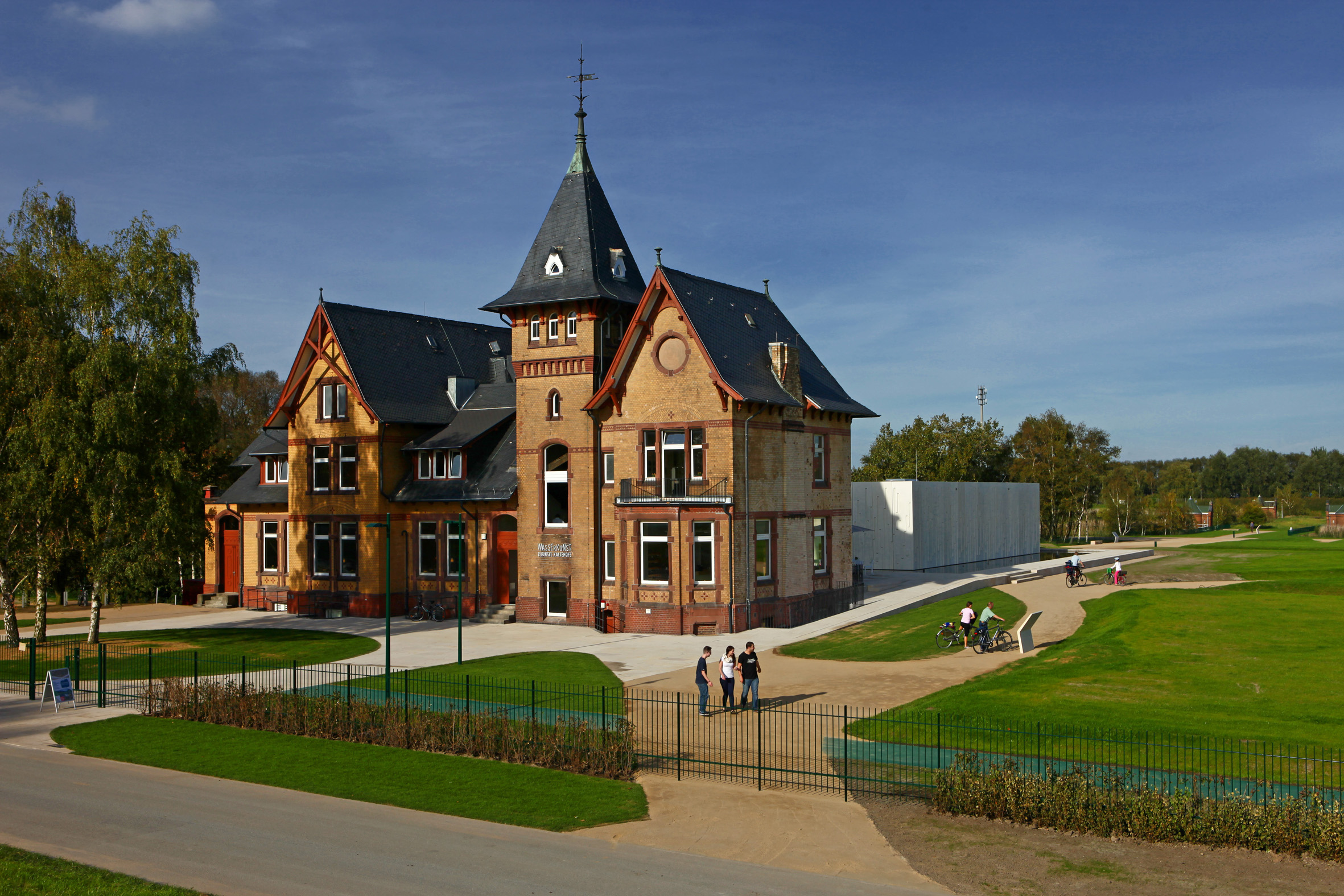
Villa Kaltehofe, ehemalige Außenstelle des hygienischen Institutes; heute Teil des Museums

Das Museum dokumentierte die Geschichte des Wasserwerks Kaltehofe und der Wasserkontrolle. Die Ausstellung, die sich im Obergeschoss der historischen Villa Kaltehofe des ehemaligen hygienischen Instituts in den früheren Wohnräumen der Ärzte und Dienerschaft befand, behandelte im ersten Teil die Entstehung der ersten zentralisierten Wasserversorgung Hamburgs. Das Museum wurde aufgrund von zu niedrigen Besucherzahlen am 11. Februar 2019 geschlossen. In den ehemaligen Museumsräumlichkeiten befinden sich nun Tagungsräume.
Die restaurierte Villa wird ergänzt durch einen modernen Neubau, ein von Wasser umspülter Kubus, der durch einen unterirdischen Gang mit der Villa verbunden ist. Der Ausstellungsraum ist der Werkstatt eines Bildhauers nachempfunden und zeigt anhand speziell für die Ausstellung angefertigter Acrystalmodelle ausgewählte Hamburger Brunnen und Wasserspiele. Begleitende Texte informieren über deren Entstehungsgeschichte und Architektur. Der Kubus war seit 2019 für die Öffentlichkeit gesperrt und nur im Rahmen von Veranstaltungen vermietet. Seit 2022 kann der Kubus wieder im Rahmen von Führungen besucht werden.

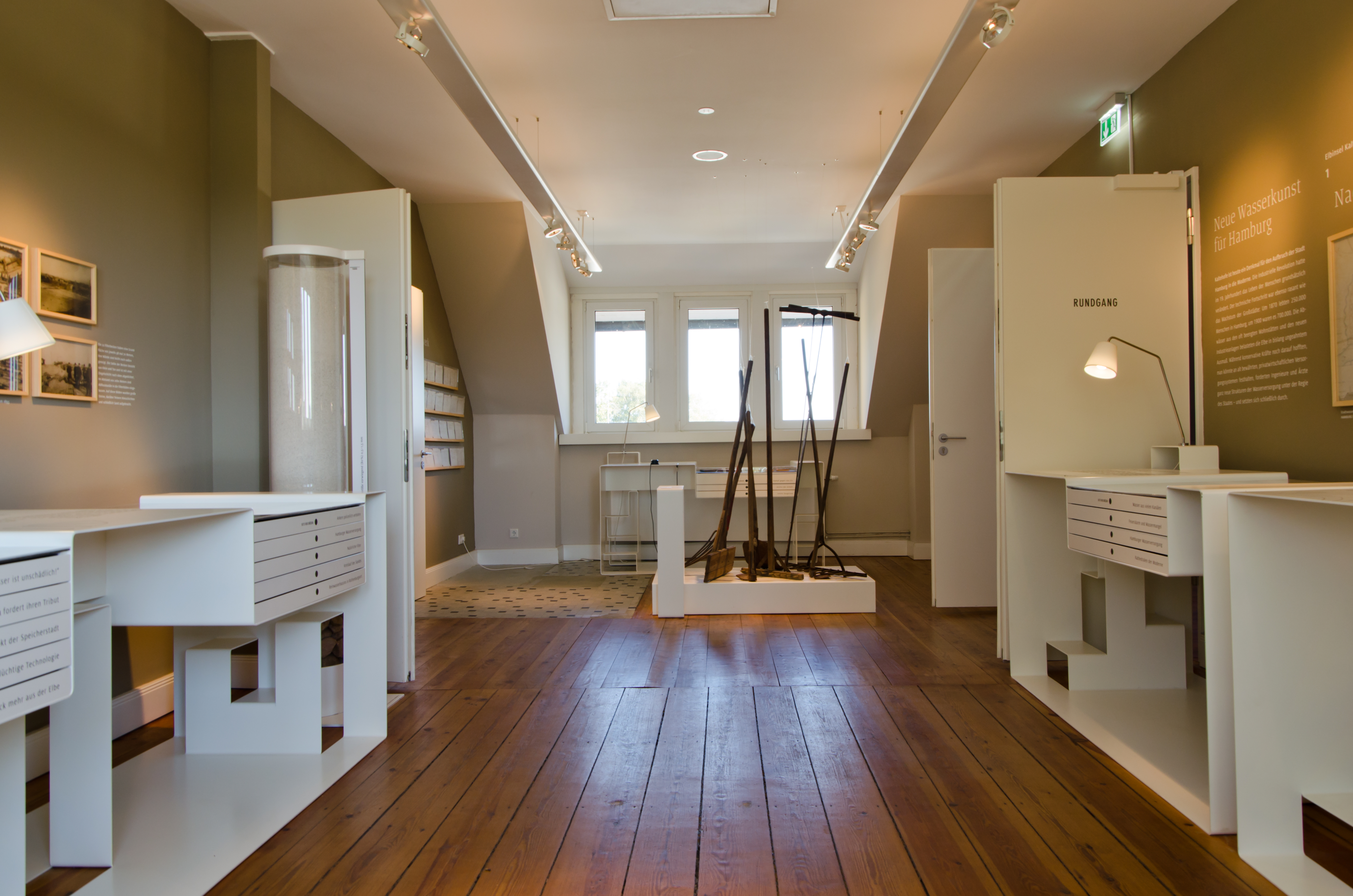
Ausstellung im Obergeschoss
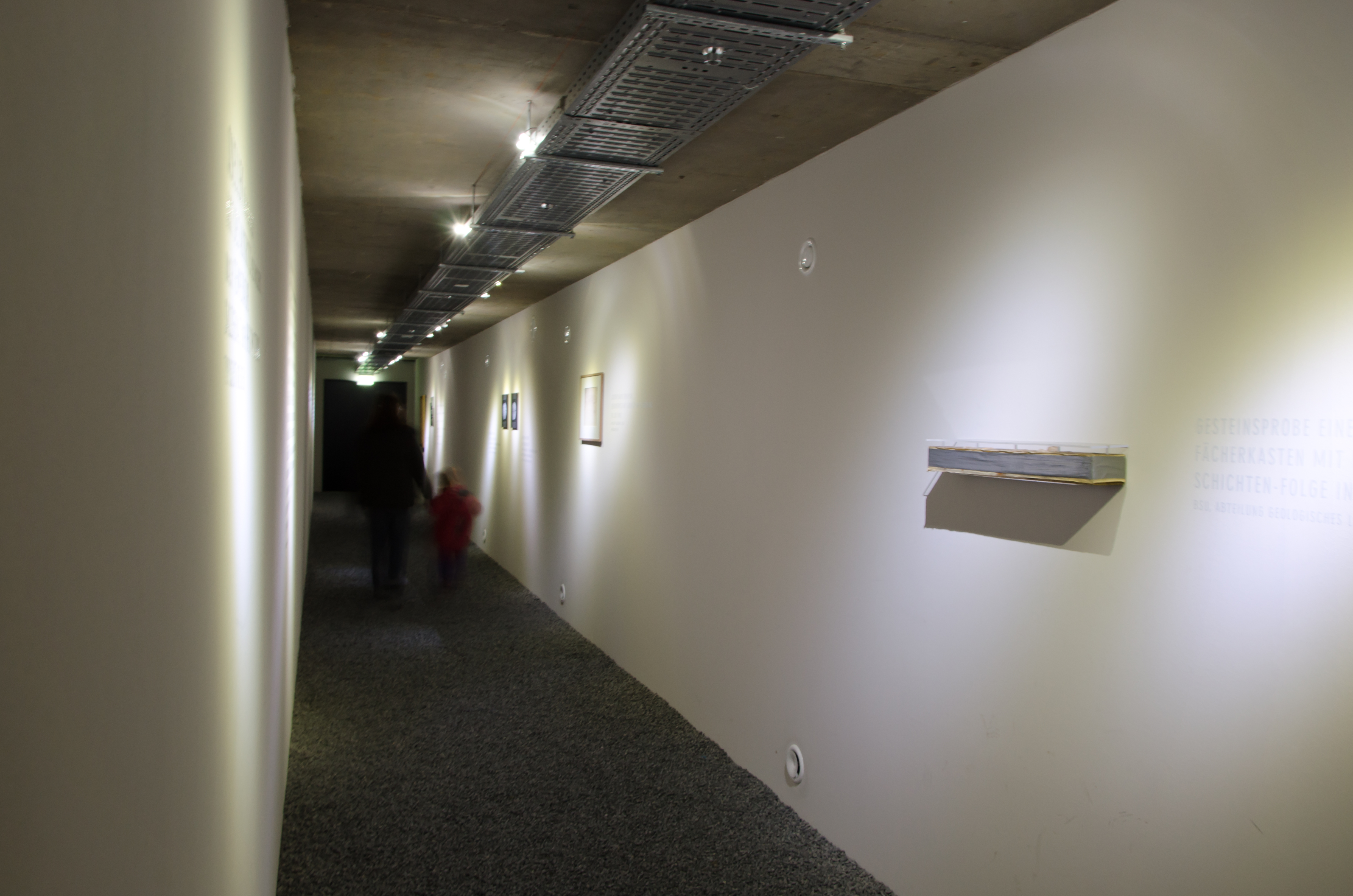
Durchgang zum Neubau
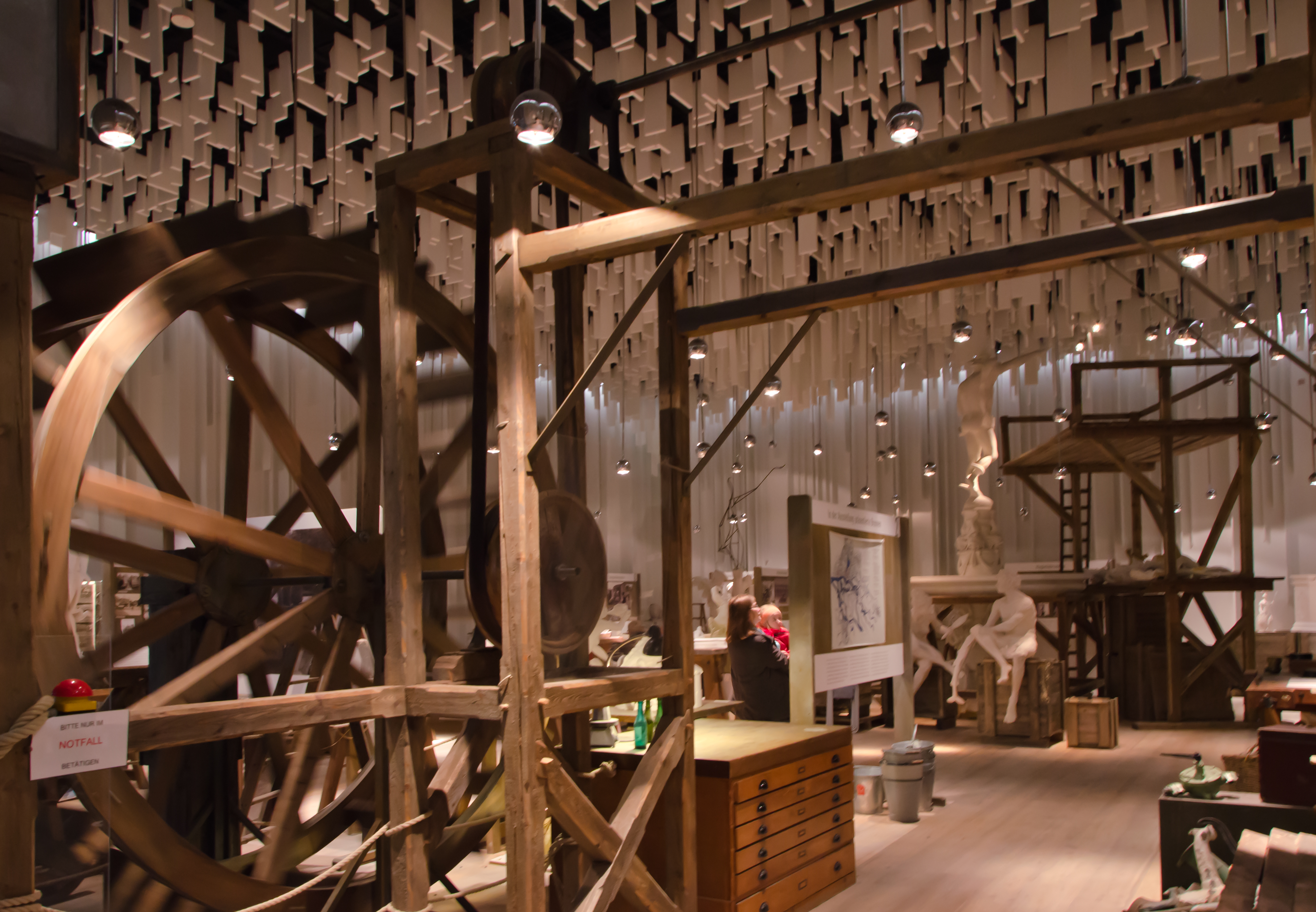
Ausstellung im Neubau

## Außengelände

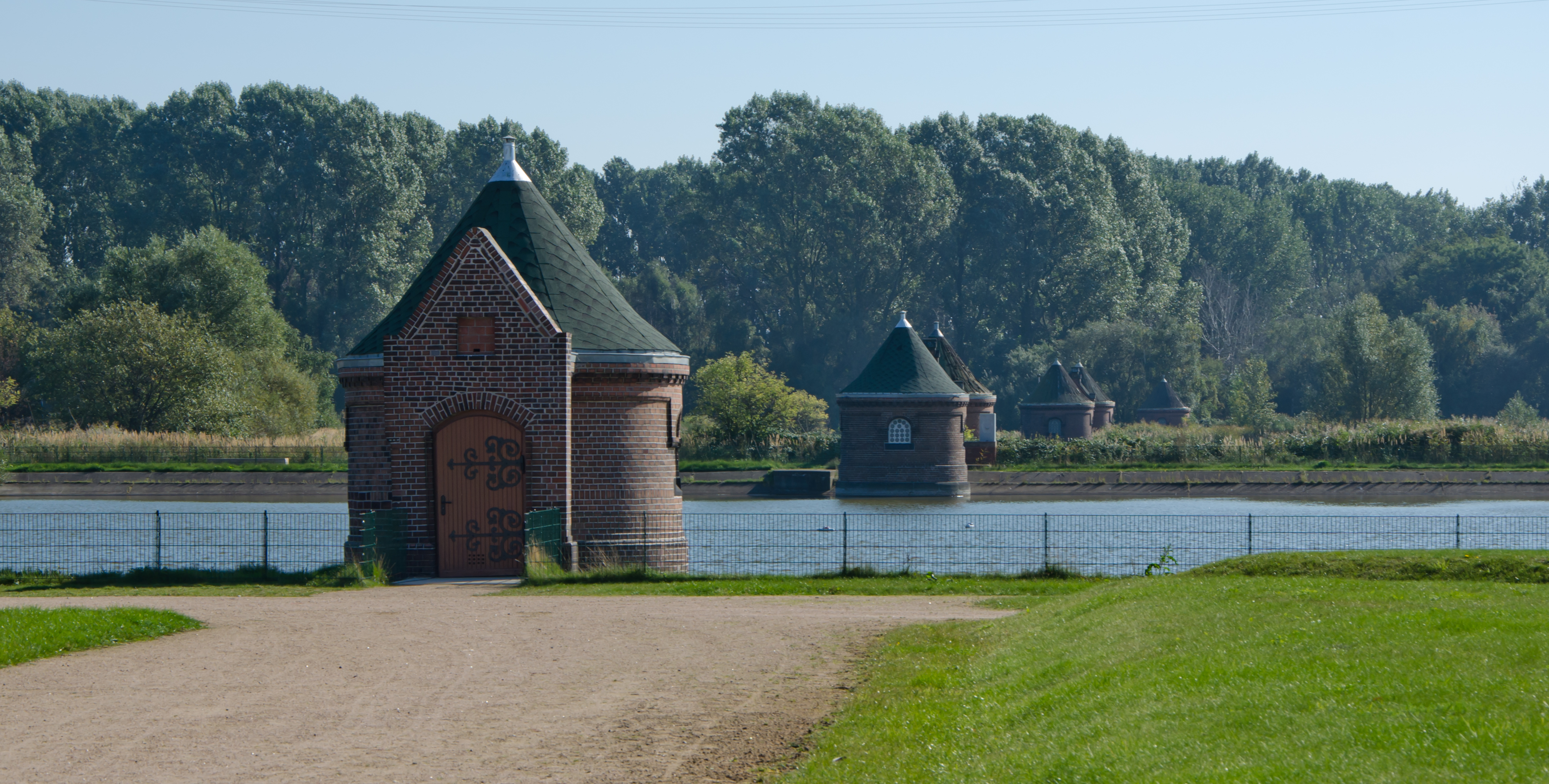
Schieberhäuschen

Nach der endgültigen Stilllegung der Anlage 1990 war das Gelände für rund 20 Jahre der Öffentlichkeit nicht zugänglich, so dass sich die Flora und Fauna frei von menschlichen Eingriffen entwickeln konnte. Vor der Öffnung des Gebiets wurde 2009 der Artenbestand kartiert. Unter den 281 ermittelten Pflanzenarten zählen 47 zu besonders gefährdeten Arten, die in nationalen roten Listen geführt werden. Zu Brutzeiten leben 44 verschiedene Vogelarten auf der Elbinsel. Zudem dienen die ehemaligen Filtrationsbecken vielen Zugvögeln als Raststätte. Neben Vögeln und Pflanzen zählt Kaltehofe sieben verschiedene Arten von Fledermäusen, die sich in einem ehemaligen Bunker angesiedelt haben.
Mit der Einrichtung des Museums Wasserkunst Kaltehofe wurde ein Viertel des 44 Hektar großen Geländes öffentlich zugänglich gemacht, drei Viertel sind abgezäunt und sollen als ausschließlicher Lebensraum für Tiere und Pflanzen erhalten bleiben. Erschlossen ist der zugängliche Außenbereich über einen Naturlehrpfad, der über die Pflanzen- und Tierwelt und über Umwelteinflüsse informiert. Des Weiteren können zwei restaurierte Schieberhäuschen der Filtrationsanlagen besichtigt werden.

## Entstehungsgeschichte

### Wasserwerk

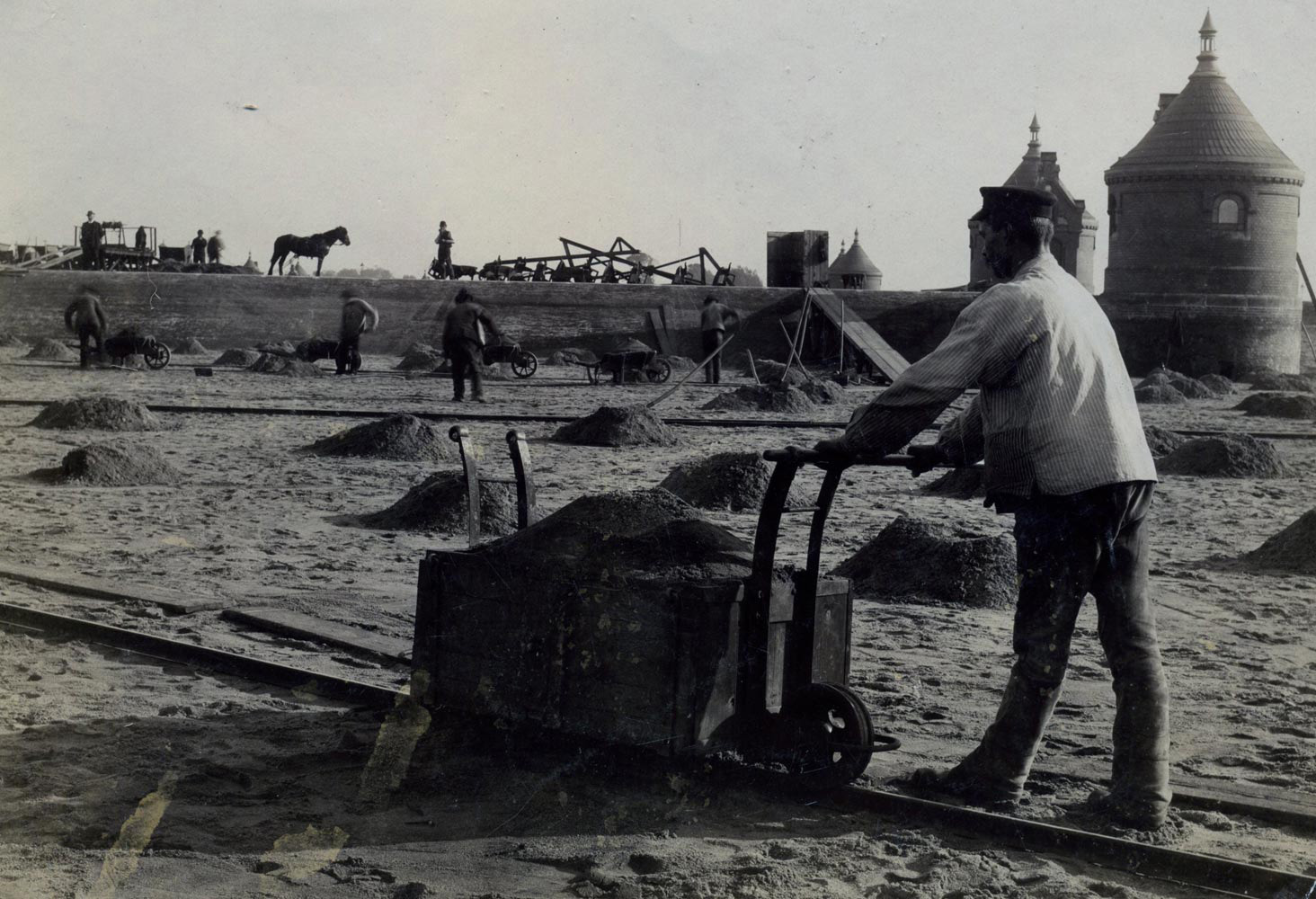
Arbeiter beim Bau der Filtrationsanlage

Die Elbinsel Kaltehofe ist durch die Begradigung der Norderelbe zwischen 1875 und 1879 entstanden. Ursprünglich sollte die Insel landwirtschaftlich genutzt werden. Doch nach dem großen Brand von 1842 und der Zerstörung der bisher genutzten Alsterwasserkünste wurde der Aufbau einer neuen Wasserversorgung, nunmehr mit Elbwasser, notwendig und die Insel diesem Zwecke zugeführt. Entgegen dem Ratschlag des beauftragten englischen Architekten und Ingenieurs William Lindley entschied sich die Hamburgische Bürgerschaft gegen eine Filtrationsanlage und lediglich für den Bau von vier Ablagerungsbecken, in denen sich die Schwebestoffe des Elbwassers absetzen sollten. Die zunehmende Verschmutzung des Trinkwassers führte 1890 zum Beschluss des Baus einer Filtrationsanlage. Damalige Filtrationsanlagen waren in der Lage, von 1000 Keimen pro Kubikzentimeter 997 bis 999 abzutöten.
Im sehr warmen Sommer 1892 war diese Anlage jedoch noch nicht fertiggestellt, und in Hamburg brach eine Choleraepidemie aus, im Zuge derer 16.956 Menschen erkrankten und zwischen 8.500 und 10.000 Menschen starben. Durch den massiven Einsatz von Soldaten konnte der Bau der Filtrationsanlage am 1. Mai 1893 fertiggestellt werden.
Ab 1964 wurde auf die Aufarbeitung von Elbwasser verzichtet und nur noch Grundwasser in Kaltehofe gefiltert. Aufgrund der negativen Industrieeinflüsse und des aufwändigen Betriebs wurde die Anlage 1990 endgültig stillgelegt.

### Agenda 21

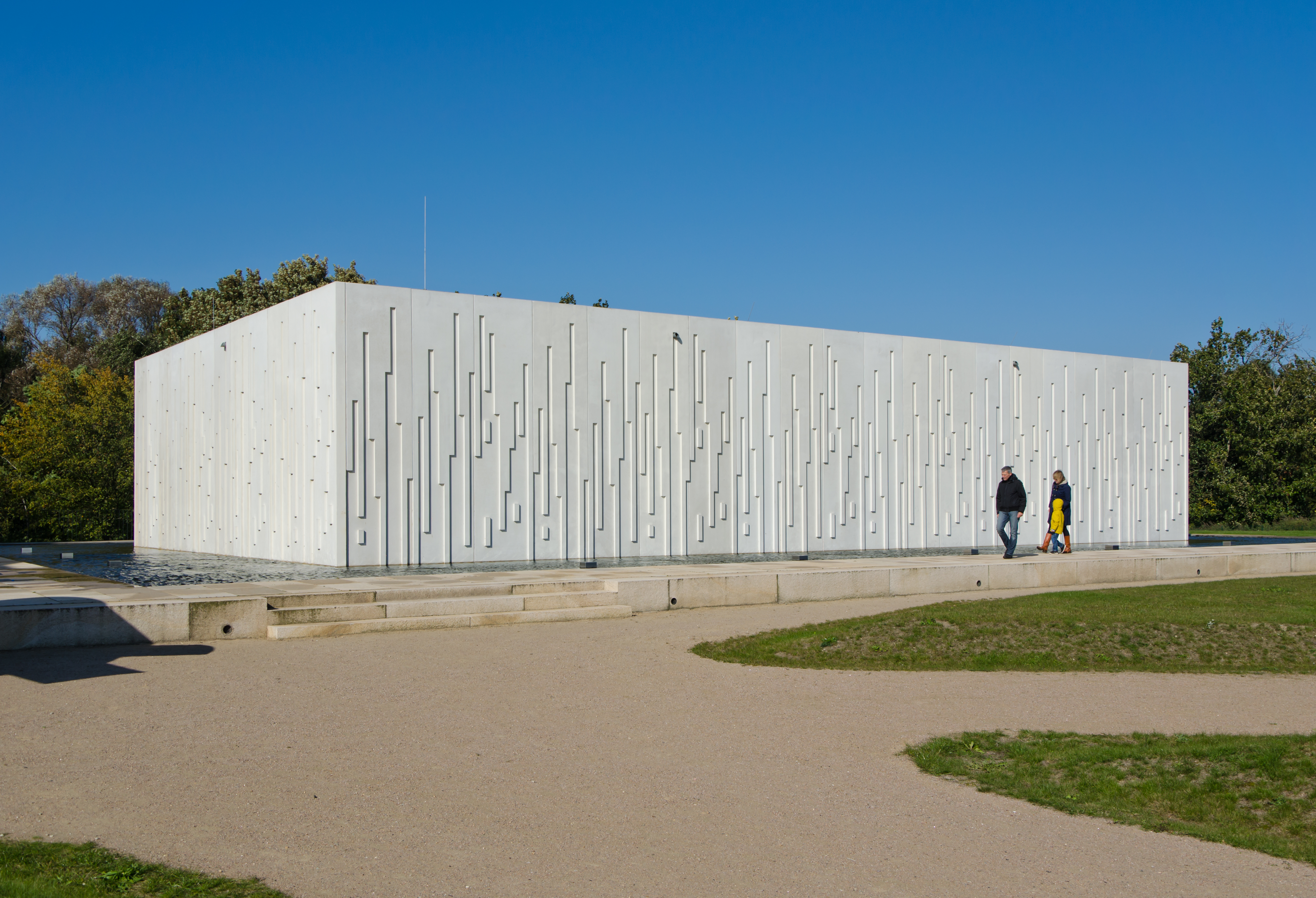
Neubau

Alle Planungen zur Weiternutzung des Geländes (z. B. Freizeitpark, Wohnungsbau oder Campingplatz) wurden aufgrund von Anwohnerprotesten oder der industriellen Schadstoffbelastung nicht realisiert. Mit dem Beschluss der Bezirksversammlung Hamburg-Mitte vom 17. Juni 2003 startete ein Agenda-21-Prozess unter der Moderation der Schutzgemeinschaft Deutscher Wald bei Teilnahme örtlicher Akteure, wie Anwohnerinitiativen, Politiker, Schulen, örtliches Gewerbe und Industrie. In elf Lenkungsgruppentreffen bis 2009 wurde das 9 Millionen Euro teure Nutzungskonzept als Museum, Naturpark und Industriedenkmal Wasserkunst Elbinsel Kaltehofe erarbeitet. Das Projekt wird von der Stiftung Wasserkunst Elbinsel Kaltehofe getragen, die sich zur einen Hälfte im Besitz der Stadt Hamburg und zur anderen Hälfte im Besitz von Hamburg Wasser befindet, die auch die Kosten für Sanierung und Bau des heutigen Museums und der Gestaltung des Außengeländes trugen.